# 漢化魚形介
漢化魚形介（学名：Paradoxostoma hanhuai）为魚形介科魚形介屬下的一个种。